# NGC 7142
NGC 7142 is een open sterrenhoop in het sterrenbeeld Cepheus. Het ligt ongeveer 6200 lichtjaar van de Aarde verwijderd en werd op 18 oktober 1794 ontdekt door de Duits-Britse astronoom William Herschel.

## Synoniemen
- OCL 241